# Hero (Super Junior)
Hero è il settimo album in studio (il primo in lingua giapponese) del gruppo musicale sudcoreano Super Junior, pubblicato nel 2013.

## Tracce

### CD 1
1. Intro: Superman Prelude – 1:09 (musica: Yoo Young Jin)
2. ★BAMBINA★ – 4:24 (testo: Sara Sakurai – musica: Andreas Carlsson, Erik Lidbom)
3. Sexy, Free & Single (Japanese version) – 3:44 (testo: Leonn – musica: Daniel "Obi" Klein, Thomas Sardorf, Lasse Lindorff;)
4. Mr.Simple (Japanese version) – 4:00 (testo: Goro Matsui – musica: Yoo Young Jin)
5. Opera (Japanese version) – 3:02 (testo: Masanori Nagaoka – musica: Thomas Troelsen, Engelina Larsen)
6. Wonder Boy (Japanese version) – 3:18 (testo: Sara Sakurai – musica: Kim Sang Soo)
7. Our Love (Japanese version) – 6:11 (testo: Leonn – musica: Yoo Jae Ha)
8. A-Cha (Japanese version) – 3:19 (testo: Leonn – musica: Hitchhiker)
9. Bijin (Bonamana) (Japanese version) – 3:59 (testo: Goro Matsui – musica: Yoo Young Jin)
10. Tuxedo – 3:52 (testo: H.U.B – musica: Joshua "J.D." Walker, Kelly Sheehan, Robert Mario, Mauli Bonner)
11. Way – 4:47 (testo: Hikari – musica: Hikari)
12. Hero – 4:40 (testo: Natsumi Kobayashi – musica: G'harah PK Degeddingseze, Jamie Jones, Jack Kugell, Jason Pennock)
13. Hero - Performance Ver. (Bonus Track) – 4:40 (testo: Natsumi Kobayashi – musica: G'harah PK Degeddingseze, Jamie Jones, Jack Kugell, Jason Pennock)

### CD 2
1. I Wanna Dance (Super Junior-Donghae & Eunhyuk) – 3:27
2. Perfection (Super Junior-M) – 3:25
3. Promise You (Super Junior-K.R.Y.) – 4:09
4. Ashita no Tameni (Sungmin featuring Moeyan) – 4:51
5. Destiny (Super Junior-M) – 4:46
6. Oppa, Oppa (Super Junior-Donghae & Eunhyuk) – 3:17
7. Rokuko (Super Junior-T featuring Moeyan) – 2:59
8. Love That I Need (feat. Henry) (Super Junior-Donghae & Eunhyuk) – 3:24
9. First Love (Donghae) – 2:06
10. Hana Mizuki (Super Junior-K.R.Y.) – 5:05